# SMS Árpád
SMS Árpád – pancernik generacji przeddrednotów zbudowany dla Austro-Węgierskiej Marynarki Wojennej na początku XX wieku. Został zwodowany 11 września 1901 roku jako drugi okręt typu Habsburg. „Árpád”, razem ze swoimi siostrzanymi okrętami, brał udział w ostrzale Ankony w czasie I wojny światowej. Ze względu na niedobór węgla, okręt został wycofany ze służby niedługo po bombardowaniu Ankony i przez resztę wojny służył jako okręt obrony wybrzeża, a następnie szkolny. Złomowany po wojnie.

## Budowa i konstrukcja
SMS „Árpád” był drugim pancernikiem typu Habsburg. Stępkę pod okręt położono 10 czerwca 1899 roku w stoczni Stabilimento Tecnico Triestino w Trieście. Po ponad dwóch latach budowy okręt został zwodowany 11 września 1901 roku. Po zakończeniu prac wykończeniowych, 15 czerwca 1903 roku „Árpád” został wprowadzony do służby w austro-węgierskiej marynarce wojennej. Koszt budowy okrętu wynosił równowartość ówczesnych 480 tys. funtów.

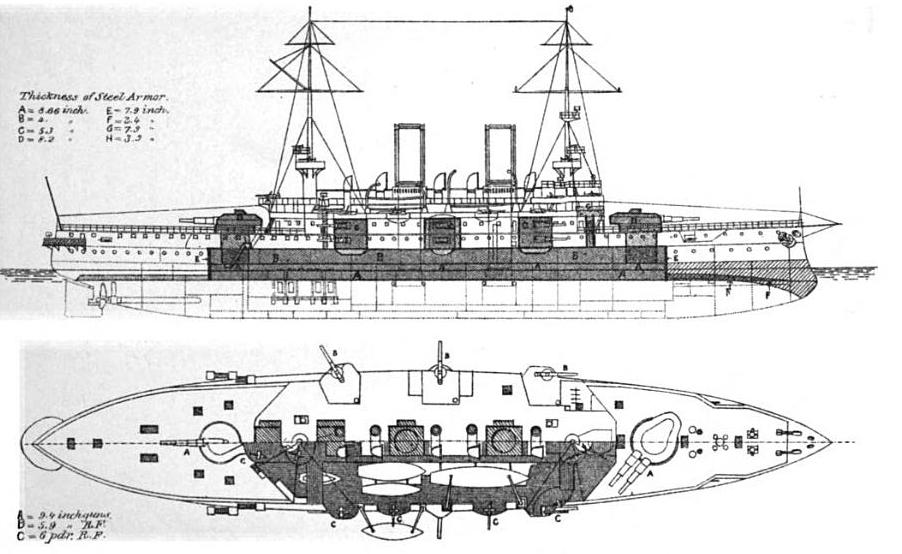
Rzut z lewej burty i plan pokładu pancernika typu Habsburg; zacieniowana powierzchnia jest opancerzona

Jak wszystkie okręty z jego typu, „Árpád” miał 113,1 m długości na linii wody oraz 114,55 m długości całkowitej. Szerokość wynosiła 19,86 m, a zanurzenie 7,46 m. Wysokość wolnej burty wynosiła ok. 5,80 m na dziobie i około 5,50 m na rufie. Okręt miał wyporność 8364 ton. Załoga składała się z 638 oficerów i marynarzy.
Układ napędowy okrętu składał się z dwóch czterocylindrowych maszyn parowych potrójnego rozprężania poruszających dwa wały śrubowe. Były one zasilane w parę przez 16 kotłów parowych Belleville. Moc maszyn „Árpáda” wynosiła 14307 KM, co pozwalało mu osiągać prędkość maksymalną 19,65 węzła.
Kadłub okrętu został zbudowany z podłużnic i poprzecznych wręg, a zewnętrzne płyty kadłuba były do nich przynitowane. Kadłub posiadał dno podwójne, które przebiegało przez 63% jego długości. Seria wodoszczelnych grodzi przebiegała od stępki do pokładu działowego; na okręcie było 174 przedziałów wodoszczelnych. Wysokość metacentryczna okrętu wynosiła pomiędzy 0,82 m a 1,02 m. Po obu stronach kadłuba zamontowano stępki przechyłowe w celu zmniejszenia kołysania okrętu. Płaski pokład główny był pokryty drewnem, a górne pokłady były pokryte linoleum lub wykładziną.
Uzbrojenie główne pancernika składało się z trzech dział kal. 240 mm o długości lufy 40 kalibrów (L/40) zamontowanych w jednej podwójnej wieży artyleryjskiej na dziobie okrętu i jednej pojedynczej wieży na rufie. Działa typu C 97 zostały wyprodukowane przez firmę Krupp w Niemczech. Szybkostrzelność dział wynosiła ok. dwóch strzałów na minutę przy użyciu pocisków przeciwpancernych o masie 229 kg. Artylerię średniego kalibru stanowiło dwanaście dział Kruppa C96 L/40 kal. 150 mm w kazamatach. Dodatkowo okręt posiadał 10 dział kal. 66 mm L/45, 6 szybkostrzelnych dział kal. 47 mm L/44 i dwa szybkostrzelne działa kal. 47 mm L/33 jako obrona przed kutrami torpedowymi. Wszystkie te działa były zamontowane pojedynczo, na górnych pokładach i nadbudówce, lub w kazamatach na dziobie i rufie. Na marsach, na obu masztach, okręty miały po dwa (czyli łącznie cztery) karabiny maszynowe kal. 8 mm. Okręty typu Habsburg były chronione pancerzem z utwardzonej stali niklowej. Główny pas opancerzenia w centralnej części okrętu, gdzie zlokalizowane były magazyny amunicji, maszynownie oraz inne krytyczne miejsca, miał grubość 220 mm. Na końcu sekcji centralnej pancerz zmniejszał grubość do 180 mm.

## Służba

### Czas pokoju
Na stanowisko dowódcy okrętu został wyznaczony Linienschiffskapitän (komandor) Guido Couarde (1853–1924), dotychczasowy adiutant komendanta Marynarki i szefa Sekcji Marynarki w c. i k. Ministerstwie Wojny. Od 23 maja 1903 służbę na okręcie pełnił chorąży okrętu liniowego Jerzy Zwierkowski.
„Habsburg” i „Árpád” wzięły udział w swoich pierwszych manewrach floty w połowie 1903 roku. „Babenberg” był gotowy do aktywnej służby przed latem następnego roku i on również wziął udział w ćwiczeniach. Podczas manewrów trzy okręty typu Habsburg zaangażowały trzy pancerniki obrony wybrzeża typu Monarch w symulowaną bitwę. Pancerniki typu Habsburg utworzyły I Dywizjon Pancerników, aktywny w regionie śródziemnomorskim. W 1904 roku „Árpád” i „Habsburg” przeprowadziły rejs treningowy razem z pancernikami obrony wybrzeża typu Monarch. Wraz z wprowadzeniem do służby nowego typu pancerników – Erzherzog Karl – pancerniki typu Habsburg zostały przeniesione do II Dywizjonu, a pancerniki typu Monarch do III Dywizjonu.
W roku 1911 jeden z pokładów nadbudówki „Árpáda” został usunięty w celu zmniejszenia wagi. Rok wcześniej takiej samej modernizacji poddany został jego siostrzany okręt „Habsburg”. Po przejściu renowacji oba okręty zostały przemianowane na okręty obrony wybrzeża .

### I wojna światowa

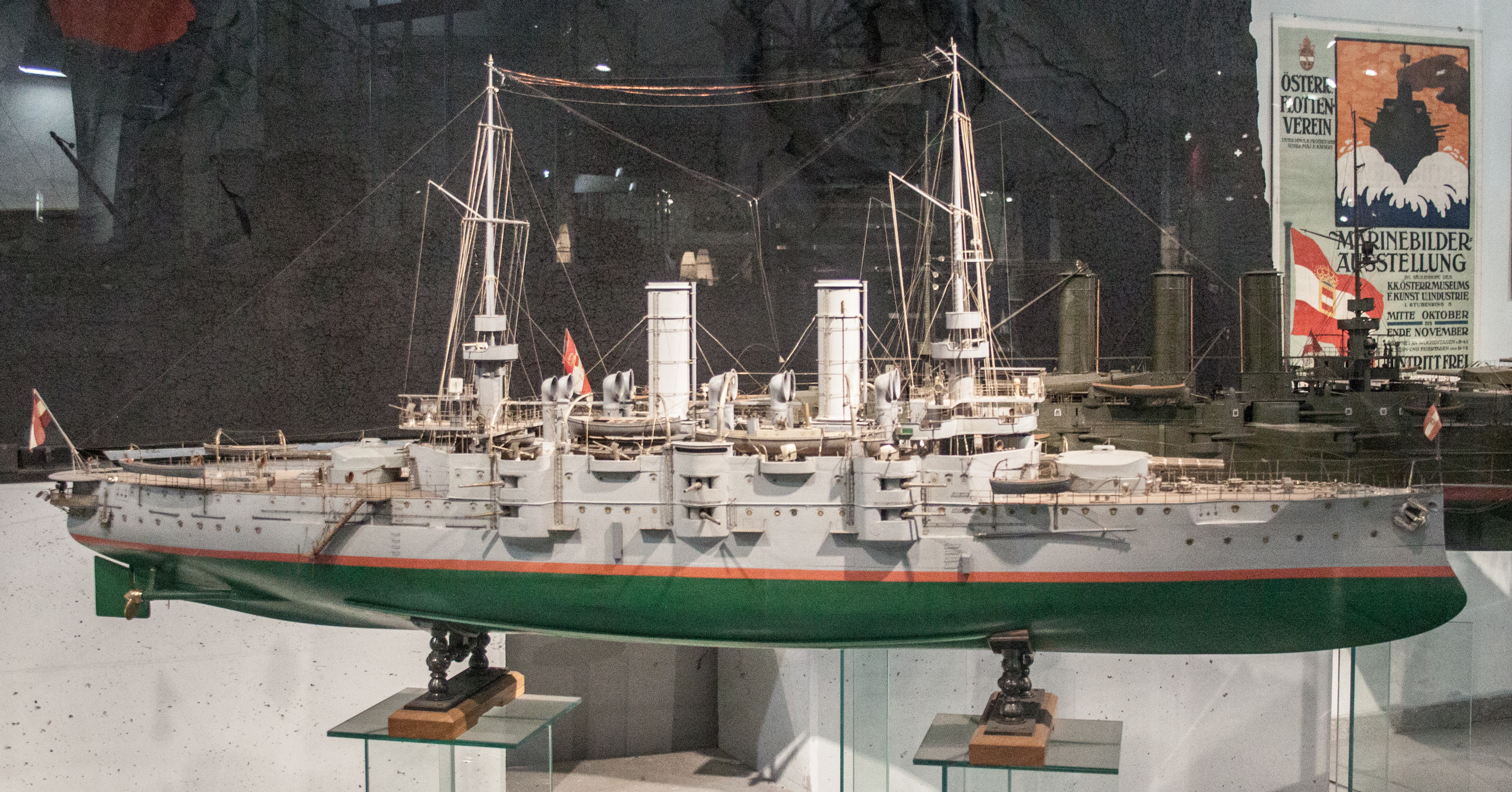
Model „Árpáda” w skali 1:50 w Muzeum Wojskowym w Wiedniu

Na początku I wojny „Árpád” razem ze swoimi siostrzanymi okrętami został przeniesiony do IV Dywizjonu Pancerników, z powodu wprowadzenia do służby nowego typu pancerników – Tegetthoff. Mniej więcej w tym samym czasie trzy pancerniki oraz reszta austro-węgierskiej floty zostały zmobilizowane w celu osłony ucieczki SMS „Goeben” i SMS „Breslau”, od 28 lipca do 10 sierpnia 1914 roku. Te dwa niemieckie okręty stacjonowały na Morzu Śródziemnym i próbowały wyrwać się z Mesyny, która była blokowana przez brytyjskie okręty. Po tym jak niemieckim okrętom udało się zmylić pogoń i przedostać do Turcji, flota została odwołana. W tym czasie austro-węgierskie okręty były mniej więcej na wysokości Brindisi w południowo-wschodnich Włoszech. Kiedy Włochy dołączyły do wojny po stronie Francji i Anglii, austro-węgierska marynarka ostrzelała kilka włoskich miast portowych wzdłuż wybrzeża Adriatyku. „Árpád” wziął udział w ostrzale Ankony 23 maja 1915 roku.
Po bombardowaniu Ankony, „Árpád” i jego siostrzane okręty powróciły do portu w Puli. Ze względu na niedostatek węgla, okręty pozostały tam do końca wojny . Później „Árpád” został przemianowany na okręt obrony wybrzeża . 18 grudnia 1917 roku admirał Maximilian Njegovan zarekomendował wycofanie przestarzałych wówczas pancerników typu Habsburg w celu zasilenia ich personelem załóg okrętów podwodnych i sił lotniczych, co zostało zaaprobowane przez cesarza Karola I 28 grudnia 1917 roku. W roku 1918 pancernik został ponownie wprowadzony do służby jako okręt treningowy dla Austriackiej Akademii Morskiej . Po wojnie „Árpád” razem ze swoimi siostrzanymi okrętami został przekazany Wielkiej Brytanii jako pryz, a następnie sprzedany do Włoch i zezłomowany w 1921 roku.